# Marco Emílio Lépido (cônsul em 232 a.C.)
Marco Emílio Lépido (m. 216 a.C.; em latim: Marcus Aemilius Lepidus) foi um político da família Lépido da gente Emília da República Romana eleito cônsul em 232 a.C. com Marco Publício Maleolo. Foi nomeado cônsul sufecto em 221 a.C.. Era neto de Marco Emílio Lépido, cônsul em 285 a.C., e Marco Emílio Lépido, pretor em 218 a.C., era seu filho.

## Consulado (232 a.C.)
Marco Emílio foi eleito cônsul em 232 a.C. com Marco Publício Maleolo durante o período de transição entre a Primeira e a Segunda Guerra Púnica. No mesmo ano foi áugure. Durante seu consulado, os romanos colonizaram o território ao sul de Arímino (moderna Rimini), até então território dos gauleses na Gália Cisalpina, conquistado depois de terem derrotado os sênones. Políbio cita a Lex Flaminia, uma lei agrária proposta pelo tribuno da plebe Caio Flamínio, que propunha a distribuição das terras entre as famílias de agricultores romanos. Segundo Cícero, este evento ocorreu durante o consulado de Espúrio Carvílio Máximo Ruga, quatro anos depois (228 a.C.).
No mesmo ano, a Sardenha, recém conquistada por seu predecessor, Mânio Pompônio Matão, se revoltou. Os dois cônsules, no retorno de uma campanha militar na qual amealharam um rico butim saqueado na região, foram atacados pelos corsos, que capturaram o tesouro.

## Anos finais e morte
Provavelmente em 221 a.C., foi nomeado cônsul sufecto e morreu em 216 a.C. na Batalha de Canas. Para celebrar sua morte, seus três filhos, Lúcio, Quinto e Marco, organizaram imponentes jogos gladiatoriais, nos quais se enfrentaram vinte e dois pares de gladiadores.